# Pink Revolution
《Pink Revolution》(핑크 레볼루션)은 에이핑크의 세 번째 정규 음반이다. 2016년 9월 26일에 발매됐다.

## 개요
이전 음반 《Pink MEMORY》로부터 약 1년 2개월만에 발매되는 정규 음반이다.

## 발매 과정
2016년 9월 3일 오전 10시, 공식 SNS를 통해서 티저 이미지를 공개함으로 컴백을 예고했다. 그 후, 9월 5일에는 박초롱의 순수와 몽화 컨셉트의 티저 사진의 공개를 시작해서 9월 11일까지 오전 10시에 김남주의 티저 사진을 마지막으로 6인의 두 가지 티저 사진이 공개됐다. 9월 13일 오전 10시에는 공식 SNS을 통해서 트랙리스트를 공개했으며, 9월 19일 정오에는 타이틀 곡 〈내가 설렐 수 있게〉의 티저 영상을 공개했다. 그리고, 9월 21일에는 롤링 뮤직 영상이 공개됐으며, 9월 26일에 오프라인과 온라인으로의 발매가 시작됐다.

## 수록곡
| #            | 제목                  | 작사                     | 작곡                                                                 | 편곡  | 재생 시간 |
| ------------ | --------------------- | ------------------------ | -------------------------------------------------------------------- | ----- | --------- |
| 1.           | 〈내가 설렐 수 있게〉 | 블랙아이드필승           | 블랙아이드필승                                                       | 3:12  |           |
| 2.           | 〈Oh Yes〉            | 범이낭이                 | 범이낭이                                                             | 3:23  |           |
| 3.           | 〈Boom Pow Love〉     | 범이낭이, 장혜원         | 최진석 Anne Judith Wik Nermin Harambasic Hayley Aitken Remee Jackson | 3:16  |           |
| 4.           | 〈Fairy〉             | 장연정                   | 검은띠뮤직 (B.B.M)                                                   | 4:11  |           |
| 5.           | 〈Drummer Boy〉       | 이우민 와키사카 마유     | 이우민 와키사카 마유                                                 | 3:36  |           |
| 6.           | 〈To. Us〉            | 박초롱                   | 윤종성 장정석 미야케 아야카                                          | 3:34  |           |
| 7.           | 〈Ding Dong〉         | 김기욱 강명신 노는어린이 | 김기욱 강명신                                                        | 3:48  |           |
| 8.           | 〈Catch Me〉          | 범이낭이                 | 범이낭이                                                             | 3:42  |           |
| 9.           | 〈네가 손짓해주면〉   | 김진환 박초롱            | 김진환                                                               | 4:19  |           |
| 총 재생 시간 | 총 재생 시간          | 총 재생 시간             | 총 재생 시간                                                         | 33:01 |           |

### 내용주
1. ↑  에이핑크와 프로듀싱 팀인 블랙아이드필승과 처음으로 함께 작업을 한 곡이다.[7]
2. ↑  〈Brand New Days〉의 한국어 버전이다. 본 곡은 최초에는 한국어 버전으로 제작될 예정의 곡이였으나 일본에서의 요청으로 애니메이션 《리루리루 페어리루: 요정의 도어》의 주제가로 사용되면서 2016년 3월 23일에 일본어 버전이 먼저 발매되게 됐다.[8][9]

### 참조주
1. ↑  이은지 기자 (2016년 9월 3일). “에이핑크, 26일 컴백 확정… 3번째 정규 앨범”. 《헤럴드경제》. 2016년 9월 21일에 확인함 – 네이버 뉴스 경유.
2. ↑  장경국 기자 (2016년 9월 5일). “‘컴백’ 에이핑크 초롱, 새 앨범 티저 공개… 순수+몽환 소녀”. 《스포츠동아》 (동아닷컴). 2016년 9월 21일에 확인함 – 네이버 뉴스 경유.
3. ↑  김영식 기자 (2016년 9월 11일). “에이핑크 새 앨범 '핑크 레볼루션'…남주, 개인 티저 공개”. 김영식 기자. 2016년 9월 21일에 확인함.
4. ↑  정지원 기자 (2016년 9월 13일). “에이핑크, 블랙아이드필승 손잡았다…'내가 설렐수 있게' 발표”. 《엑스포츠뉴스》. 2016년 9월 21일에 확인함 – 네이버 뉴스 경유.
5. ↑  홍혜민 기자. “에이핑크, 타이틀곡 ‘내가 설렐 수 있게’ 티저 공개…소녀에서 여자로”. 《스타서울TV》. 2016년 9월 27일에 원본 문서에서 보존된 문서. 2016년 9월 21일에 확인함.
6. ↑  정지원 기자 (2016년 9월 21일). “컴백' 에이핑크, 신곡 담은 롤링뮤직 공개…여전히 청순”. 《엑스포츠뉴스》. 2016년 9월 21일에 확인함 – 네이버 뉴스 경유.
7. ↑  유병철 기자 (2016년 9월 13일). “에이핑크, 정규 3집 '핑크 레볼루션' 트랙리스트 공개…블랙아이드필승과 첫 호흡”. 《한국경제TV》. 2016년 9월 21일에 확인함 – 네이버 뉴스 경유.
8. ↑  타키모토 사치에 (2016년 3월 28일). “Apink アニメ主題歌の新曲『Brand New Days』でさらなる飛躍を／インタビュー1” [에이핑크 애니메이션 주제가 신곡 “Brand New Days”로 한층 더 활약을 / 인터뷰 1]. 《익사이트 뮤직》 (일본어) (익사이트 재팬). 2016년 6월 6일에 확인함.
9. ↑  “[포스터증정] 에이핑크(Apink) - 정규3집 [Pink Revolution] [소책자36p+포토카드1종+스페셜 굿즈]”. 《인터파크》. 2016년 9월 24일에 원본 문서에서 보존된 문서. 2016년 9월 19일에 확인함.